# Amazon Music
Amazon Music, anteriorment Amazon MP3, és la plataforma de retransmissió de música en línia d'Amazon i es va llançar el 2007. Es va convertir en la primera botiga de música sense DRM de les quatre principals companyies musicals i moltes altres independents. Els arxius es venien originalment en format MP3 a una taxa de bits variable de 256 kilobits per segon. Amazon Music es va publicar a diversos països després del seu èxit als Estats Units, i va llançar el núvol de reproducció als Estats Units el 2011. El 2019, Amazon Music va anunciar Amazon Music HD, que oferia música de qualitat sense pèrdues amb més de 50 milions de cançons en alta definició i milions en ultres alta definició. Al gener de 2020, Amazon Music tenia 55 milions d'oients.

## Catàleg de disponibilitat
Inicialment, Amazon comptava amb més de 2 milions de cançons de més de 180 000 artistes i més de 20 000 etiquetes, incloent-hi de sEMI i Universal, exclusivament a clients nord-americans. El desembre de 2007 Warner va anunciar que oferiria el seu catàleg musical a Amazon MP3 i el gener de 2008, Sony BMG va fer el mateix. El catàleg actual és de 29 milions de cançons.

Disponibilitat global d'Amazon Music

El gener de 2008, Amazon va anunciar que tenia plans de llançar Amazon MP3 internacionalment. Amazon limita l'accés internacional als usuaris mitjançant la targeta de crèdit expedida al seu país. La primera versió internacional va sortir a la llum el 3 de desembre de 2008 a Regne Unit. Alemanya, Àustria, França, Japó, Itàlia, Espanya, Canadà, i Índia van ser les versions posteriors que van seguir a l'anglesa.
A més de les compres de música digital, Amazon Music també té servei de retransmissió de música. Prime Music és un servei de retransmissió il·limitat d'un catàleg de música finit, disponible per als usuaris d'Amazon Prime a diversos països des de mitjans 2014. Música sense límits, un servei complet de retransmissió que compta amb el seu propi sistema de subscripcions independent des de 2016.

## Plataformes compatibles
Amazon Music retransmet música disponible al catàleg d'Amazon a diferents tipus de dispositius i plataformes, entre les quals s'inclou macOS, iOS, Windows, Android, FireOS, Alexa i diversos automòbils i TVs. Es pot accedir al catàleg musical d'Amazon des d'Amazon. El catàleg musical d'Amazon està disponible des de la web d'Amazon, on pot buscar per artista i títol de la cançó, a més de l'aplicació específica amb reproductor de música. Per descarregar la música comprada, Amazon ofereix un reproductor de música (que funciona en Windows 7 o superior i Mac US X 10.9 o superior) o un arxiu ZIP amb les cançons en format MP3 (descarregable des de qualsevol plataforma amb navegador web).
Amazon Music tenia aplicacions addicionals, com una per Blackberry i una altra per Palm. Amb el temps, però, van deixar d'estar disponibles. A més, anteriorment hi havia una aplicació independent per Mac US X i Windows nomenada Amazon Music Downloader, però ja no està disponible. El seu ús era estrictament aplicat a descarregar cançons, no tenia funció de reproductor.

## Associacions
L'1 de febrer de 2008, Pepsi va introduir publicitat en associació amb Amazon MP3. Els clients podien intercanviar punts oferts en més de 4 mil milions d'ampolles de Pepsi per canviar-los per descàrregues de música MP3 de Warner, EMI, i Sony BMG (encara no d'Universal).
El títol de Rockstar Games Grand Theft Acte IV va sortir el 2008 i tenia connexió amb Amazon MP3. Es podien registrar a la web de Rockstar Games i, des del Social Club emplenar un formulari per rebre un correu electrònic fos del joc que contenia un enllaç per comprar cançons marcades d'Amazon MP3.
MySpace ha venut música d'Amazon MP3 com a part de la característica de música de MySpace des de setembre de 2008.

## Reproductor d'Amazon Music
El reproductor d'Amazon Music (anteriorment anomenat Cloud Player) està integrat amb Prime i té serveis il·limitats, així com la tenda de música per a compres (en la majoria de plataformes). Els reproductors deixen que els usuaris emmagatzemin i reprodueixin la seva música des d'un navegador de web, aplicacions mòbils i d'escriptori, Sonos (als Estats Units), Bose (als Estats Units) i altres plataformes com certes Smart TV.